# شفهية

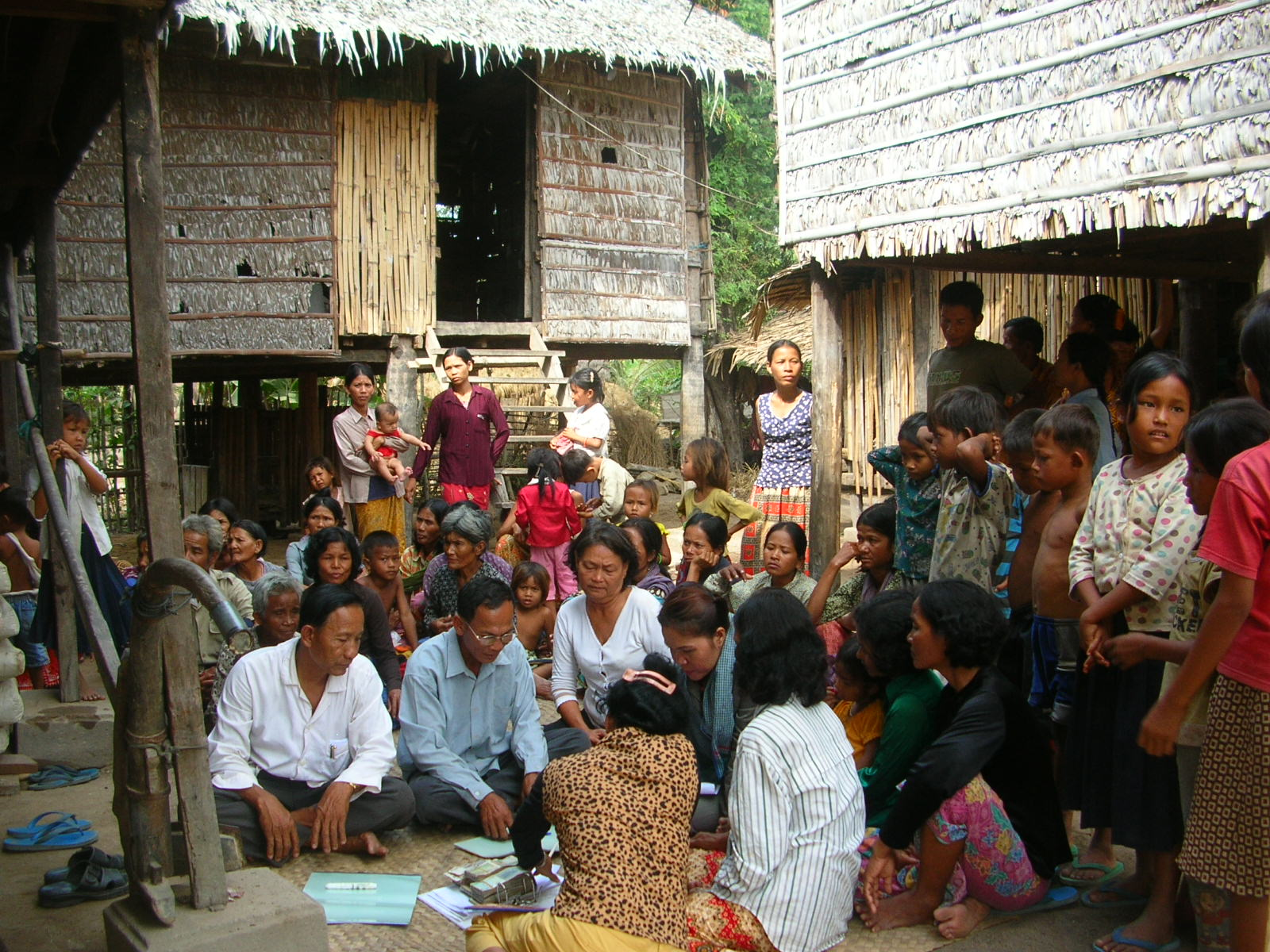

الشفهية هي الفكر والتعبيرات اللغوية في المجتمعات التي لم تألَف جماهيرها تقنيات القراءة والكتابة (لا سيّما الخطّ والطباعة). تقترب دراسة الشفهية من دراسة التقليد الشفهي. وكلمة «الشفهية» تستعمل لعدّة معاني، يغلب عليها عموما معنى بِنَى الوعي الموجودة في الثقافات التي لا تستعمل تقنيات الكتابة، أو التي قلّما تستعملها. كانت أعمال والتر جاكسون أونغ تأسيسية لدراسة الشفهيّة، وهي تذكّرنا أنّه مع النجاح العظيم والقوة اللاحقة للغة المكتوبة، فإنّ الأغلبية العظمى من اللغات لم تكتب، وإنّ شفهيّة اللغة طبعٌ لازمٌ لها.
في أعماله اللاحقة فرّق أونغ بين شكلين من الشفهية: «الشفهية الأولى»، و«الشفهيّة الثانية». الشفهية الأولى هي الفكر والتعبير الذي لم تمسسه ثقافة الكتابة والطباعة، والشفهية الثانية شرحها أونغ على أنّها الثقافة الشفهية المتأثّرة ضمنًا بالكلمة المكتوبة والمطبوعة، وهي تشمل الثقافة الشفهية التي أتاحتها التقانة الحديثة، مثل مذيع الأخبار الذي يقرأ الأخبار على التلفاز.
وتُعرَّف الشفهيّة الراسبة كذلك أنها بقايا ثقافة شفهية أو تراثها أو تأثيرها الباقي في عالم الكتابة، ومن أمثلتها استخدام حوارٍ على أنه أداة فلسفية أو تعليمية في الأدب المكتوب، كالذي استخدمه المفكّر الإغريقيّ أفلاطون.

## أصول الفلسفة والتعريف

### تأثير معرفة القراءة والكتابة على الحضارة
قبل أن تصبح الكتابة أسلوبًا للكثير من الحضارات لم يكن لها إلّا الشفهيّة، ومن سوء الحظّ أن كثيرا من الشفهيّة المحفوظة ضاعت، أو تغيّرت تماما. ولكنّ الباقيات المحفوظات يعطيننا لمحة عن الحضارات الماضية ومدى تطورنا منذ ذلك الحين. في كتابه الشفهيّة والكتابة (الطبعة الثانية، أونغ 2002) يجمع أونغ عمله في العقود الثلاثة السابقة، ويجمع إليه أعمال باحثين آخرين كثيرين. وفي شأن التقليد الشفهيّ والشفهيّة الأولى اعتمد أونغ على العمل الرائد لميلمان باري، وألبرت بيتس لورد، وإريك ألفرد هافلوك. كان مارشال مكلوهان من أوّل مَن عرفوا قدرَ أعمال أونغ السابقة عن حضارة الطباعة وعن تقنيّة الكلمة المطبوعة والمكتوبة. وفي كتابه «مجرّة غوتنبرغ» 1962 اقتبس مكلوهان وناقش أعمالا لأونغ في الخمسينيات عن حضارة الطباعة. أعطتنا الشفهيّة حجر الأساس الذي بنينا عليه ما وصلنا إليه اليوم، لذلك كانت الشفهية ضرورةً لنموّ الحضارة. استخدم مكلوهان أمثلته ليؤكّد فكرة أونغ، وأظهر كيف أن كل خطوة في تطوّر التقنية عبر تاريخ التواصل -منذ اختراع الكلام (الشفهيّة الأولى)، إلى الرسوم التصويرية إلى الأبجدية الصوتية إلى الطباعة إلى المحادثات الرقمية الموجودة اليوم- تشكّل وعي الإنسان عميقًا، وتغيّر حدود الإمكان البشريّ، بل تغيّر الحدود التي يمكن للإنسان أن يتخيّلها.

### الشفهيّة الأولى
«الشفهيّة الأولى» تدلّ على الفكر وتعبيراته اللغوية في الحضارات التي «لم تمسسها أيّ معرفة للكتابة أو الطباعة».
كل صوتٍ قويٌّ بطبيعته. فإذا قتل صيّاد أسدًا فإنّه يراه ويلمسه ويحسّه ويشمّه. ولكنّه إذا سمع صوت أسد فلا بدّ أن يعجل، لأنّ صوت الأسد يشير إلى حضوره وقوّته. والكلام هو الصوت الذي له مثل هذه القوّة. وكبقيّة الأصوات يخرج الكلام من داخل الكائن الحيّ. وقد تُهمَل بعض الأصوات، كصوت القلم على الورقة، أمّا إهمال الكلام فقد يكون فعلا طائشا، إذ إنّ غرائزنا الأساسية تجبرنا على الانتباه.
أما الكتابة فهي قويّة على نحو آخر، إذ تتيح للناس إنشاء الأفكار وحفظها واسترجاعها عند الحاجة بصرف النظر عن الزمن، على نحوٍ فعّال ودقيق. فغياب هذه التقنية -أي الكتابة- عن المجتمعات الشفهيّة يحدّ تطويرها لأفكار معقّدة، ومؤسساتٍ تقوم على هذه الأفكار. أمّا الفكر المستمرّ في الظروف الشفهيّة فيعتمد على التواصل الإنسانيّ، وتخزين أفكار معقدة مدّة طويلة من الزمن يحتاج إلى حفظها بطرق يسهل تذكّرها، ويكون هذا عموما باستعمال أدوات مساعدة للذاكرة.
في دراسته عن السؤال الهوميريّ، أظهر ميلمان باري أن الوزن الشعري المستخدم في الإلياذة والأوديسة كان «مخزَّنًا» في المجتمع الإغريقيّ الشفهيّ ليوافق متطلبات إدارة معلوماته. فتحت هذه الكشوف الباب لتقدير أوسع لتعقيد التقاليد الشفهيّة، وطرائقها المتعددة في إدارة المعلومات. ثمّ وثّقت فرانسز ييتس أدوات التذكّر القديمة والقروسطية في كتابها فنّ الذاكرة. (ييتس 1966)

### الشفهيّة الراسبة
تدل «الشفهيّة الراسبة» على الفكر وتعبيراته اللغوية في الحضارات التي عرفت الكتابة والطباعة، ولكنّها لم «تستبطن» (بتعبير مكلوهان) استعمال هذه التقنيات في حياتها اليومية. وحين تستبطن الحضارة تقنيّات الكتابة، يختفي «التراث الشفهي».
ولكن إتاحة تقنيات الكتابة لمجتمع ما لا تكفي لتأكيد انتشارها وعموم استخدامها. على سبيل المثال، لاحظ إريك هافلوك في كتابه «مقدّمة إلى أفلاطون» أنّ الإغريق بعد أن اخترعوا الكتابة طوّروا ثقافة كتابية استمرّت أجيالا. وكانت فئة قليلة من الناس، غير الكتَبة، ترى أنّه شيء ضروريّ أن يتعلّم الإنسان القراءة أو الكتابة. في مجتمعات أخرى، كمصر القديمة أو أوروبا القروسطية، كانت الكتابة مجالا حِكْرًا على النُّخَب السياسية والدينية.
عاشت كثير من الحضارات حالة توازن إذ تعايشت الكتابة والأمّيّة قرونًا، أو آلاف السنين.
قلّما اختفى التراث الشفهي سريعًا، ولم يتلاشَ كاملا قطّ. الكلام بطبيعته فعل شفهيّ، يعتمد على العلاقات الإنسانية، خلافًا للنصوص المكتوبة. قد تبدي المجتمعات الشفهية مقاومة شديدة للتقنيات الكتابية، كما ظهر جليًّا في حجج سقراط ضدّ الكتابة في حوار فيدروس الذي كتبه أفلاطون. يحاجج سقراط أنّ الكتابة عمل غير إنساني. فهي تسعى إلى تحويل الأفكار الحيّة التي تسكن عقل الإنسان إلى أشياء مجرّدة في العالم الفيزيائي. وهي تضعف قوى العقل والذاكرة، لأنها تجعل البشر يعتمدون على المكتوب لا على ما يستطيعون التفكير فيه. فالمعرفة الحقّة لا تنتج إلا عن علاقة بين عقول إنسانية حيّة. والنصّ لا يجيب عن الأسئلة، خلافا للإنسان الحيّ، فالنص يكرر ما يقوله مرة بعد أخرى، مهما دُحِض وفُنِّد.
وفي رأي الباحث الكندي في التواصل هارولد إنيس أن التوازن بين الكلام الشفهي والكتابة أسهم في الحيوية الثقافية والفكرية للإغريق في زمن أفلاطون. نقل أفلاطون أفكاره بكتابته حوارات سقراط، «محافظًا على قوّة الكلمة المنطوقة في الصحيفة المكتوبة». كان أرسطو يرى أسلوب أفلاطون، كما قال إنيس، «على منتصف الطريق بين الشعر والنثر». وصل أفلاطون إلى مواقع فلسفية جديدة «باستخدامه الحوارات، والرموز، والرسوم».
بل إنّ مكلوهان يشدد على أن الحداثة تُضْعِف بعض القدرات الشفهيّة. ففي أوروبا القروسطية مثلا، كانت القراءة الصامتة مجهولة على نطاق واسع. وجّه هذا انتباه القُرّاء إلى العناصر الشعرية والمحسّنات السمعيّة في النص. يتوق المتعلّمون الحديثون أحيانًا إلى شيء مثل «سعة الذاكرة القروسطية، التي لم تقيّدها تقنيات الطباعة، ويمكنها أن تتعلّم لغة غريبة بسهولة وبأساليب الأطفال، ويمكنها أن تحفظ في الذاكرة وتنتج قصائد ملحميّة طويلة مدروسة الكلمات». وثّق مكلوهان وأونغ كذلك الانبعاث الظاهر في العصر الرقمي لنوع من «الشفهية الثانية» إذ تستبدل تقنيات الصوت والفيديو، كالراديو والهاتف والتلفاز، بالكلمة المكتوبة. خلافًا لأساليب التواصل الشفهية الأولى، تعتمد هذه التقنيات أساسا على الطباعة في وجودها. والتعاونيّات الإنترنتية الكبيرة، مثل ويكيبيديا، تعتمد أولًا على الكتابة، ولكنها تعيد تقديم العلاقات والاستجابات في النص.

## أهمية المفهوم
من عادة الثقافات الكتابية أن تنظر إلى الثقافات الشفهية عادة من جهة فقدانها لتقنية الكتابة. يقول أونغ، إنّ هذه العادة مضلِّلة. فالحضارات الشفهية حضارات حيّة قائمة بنفسها. وجدت دراسة صدرت عام 1971 أنه من 3000 لغة موجودة، ما من أدبٍ مكتوبٍ إلّا لـ78 واحدة. وإن كانت معرفة القراءة والكتابة توسّع الإمكانات الإنسانية في مجال الفكر والفعل، فإنّها من جهة أخرى تعتمد على قدرة الإنسان على تعلّم اللغات الشفهيّة ثم ترجمة أصواتها إلى صور رمزية.
التفاهم بين الأمم قد يعتمد إلى حد ما على فهم الثقافة الشفهية. في رأي أونغ أنّ «كثيرًا من الخلافات المجعولة بين النظرة الغربية وبقية النظرات، يمكن إرجاعها إلى خلافات بين الكتابة المستبطنة عميقا، وحالات الوعي الشفهية الراسبة بهذا القدر أو ذاك».